# Jacques-Joseph Ebelmen
Jacques-Joseph Ebelmen (Baume-les-Dames, 10 de juliol del 1814 – Sèvres, 31 de març del 1852) va ser un químic francès.
Ebelmen era fill de Claude Louis Ebelmen, un gestor de boscos, i de Jeanne Claude Grenier. Va assistir a classes de gramàtica i literatura a l'escola d'idiomes de Baume. Més tard es va interessar en les ciències i va assistir a classes de matemàtiques a París, al Collège Royal Henry-Le-Grand, i al Lycée de Besançon. Després s'apuntà a l'École Polytechnique el 1831.
El 1836 va ser enviat a Vesoul com enginyer de mines i estudia diverses menes dels minerals va fer créixer cristalls de gran nombre de minerals incloent el corindó, el crisoberil i el peridot.
El desembre de 1845 esdevingué Enginyer en cap de mines de la fàbrica de porcellana de Sèvres i va treballar en mètodes per a fer ceràmica. També va ser professor de metal·lúrgia a l'Ecole des Mines i va obtenir la Légion d'honneur per Louis-Philippe I, el 1847.
El premi Ebelmen Award in Geochemistry, atorgat per la International Association of GeoChemistry, el recorda. També el seu nom és a inscrit a la Torre Eiffel.